# نادي شاهين بوشهر
نادي شاهين بوشهر الرياضي (بالفارسية: باشگاه فوتبال شاهین بوشهر‏) أحد أندية دوري الدرجة الثالثة الإيراني ممثلاً عن مدينة بوشهر.

## لاعبون سابقون
لعب فيه اللاعب العراقي عماد محمد لستة أشهر على سبيل الإعارة من نادي الزمالك.